# Piasty Wielkie
Piasty Wielkie (niem. Groß Peisten) – osada w Polsce położona w województwie warmińsko-mazurskim, w powiecie bartoszyckim, w gminie Górowo Iławeckie przy drodze wojewódzkiej nr 512. W latach 1975–1998 miejscowość administracyjnie należała do województwa olsztyńskiego.

## Historia
Wieś wymieniana w dokumentach z 1414 r., przy okazji spisywania strat po wojnie polsko-krzyżackiej. W tamtym czasie wieś nosiła nazwę Paistio. W 1469 r. wieś przeszła w posiadanie Pawła Pregla, dowódcy wojsk zaciężnych na służbie zakonu krzyżackiego. W XVI w. wieś przeszła w posiadanie rodziny von Kreytzen i stała się ich siedziba rodowa.
W latach 1709–1710, w czasie epidemii dżumy, we wsi wymarli prawie wszyscy mieszkańcy.
W 1889 r. był to majątek ziemski, który wraz z folwarkiem Piasty Małe obejmował 1208 ha i był w posiadaniu rodziny Strüvy.
W 1935 r. w tutejszej szkole pracował jeden nauczyciel i uczyło się 43 dzieci. W 1939 r. we wsi było 247 mieszkańców.
W 1978 r. był tu PGR oraz jedno indywidualne gospodarstwo rolne o powierzchni 13 ha. W 1983 r. w Piastach Wielkich były 24 domy z 381 mieszkańcami. We wsi było przedszkole z 36 dziećmi, świetlica, klub, sala kinowa na 60 miejsc, punkt biblioteczny, boisko sportowe oraz młyn, zatrudniający czterech pracowników.